# ペトスコス
ペトスコス(Petsuchos)とは「セベク神に仕える者」を意味し、特にエジプト神話の中のセベク神の使い、ないし眷属や化身とされるナイルワニのことをいう。
バステト女神が守護神のブバスティスでの猫がそうであったように、セベク神への崇拝が特に強かったクロコディポリスのセベク神の神殿の池やナイル河河岸の神殿では沢山のナイルワニが大切に飼われており、それは宝石で飾られていて死んだ後も丁寧にミイラにされた。
理由は不明だがナイルワニはナイル河が氾濫した際の水位より少し高い場所に卵を産み付けるため、その土地に住む住民にとってナイルワニは農作業や都市の建築を安全かつ効率的に行う時に非常に重要な動物であったために豊穣を司る生き物として崇拝の対象になった。また、セベク神が罪人を好物とすることから罪人をこうしたワニ達に食い殺させて一種の処刑の機器としても利用したという。